# KDE Software Compilation 4

Interfața grafică este Plasma, managerul de ferestre KWin si servitorul de ecran X.Org Server

KDE 4 este seria curentă de versiuni KDE. Prima versiunea (4.0) a fost publicată pe 11 ianuarie 2008.
Seria nouă conține părți înnoite ale mai multor componente de bază ale KDE, cum ar fi portarea la Qt 4. KDE 4 conține un nou API multimedia, numit Phonon, un sistem pentru integrarea dispozitivelor hardware, numit Solid, un nou stil și un set de pictograme numit Oxygen, un nou desktop și șistem de panouri (interfața grafică) numit Plasma.
Se așteaptă ca aplicațiile KDE să fie mai rapide și să folosească mai puțină memorie, datorită portării la Qt 4 și datorită optimizării bibliotecilor de bază ale KDE. De asemenea portarea la Qt 4 va facilitatea portarea KDE pe alte sisteme de operare, versiunea 4 a Qt având licență GPL și pentru Windows și Mac OS X.
Vizual, cea mai notabilă schimbare sunt noile pictograme, teme și sunete oferite de proiectul Oxygen. Noul stil implicit este mai foto-realistic, spre deosebire de stilul implicit al versiunilor anterioare, care avea un apect cartonat.
Versiunea curentă este 4.3. Se preconizează că versiunea 4.4 va apărea în februarie 2009.

## Schimbări majore

### Programe
KWin a primit noi facilități și oferă noi efecte de compositing, la fel ca Compiz Fusion.
Konqueror nu mai este managerul de fișiere implicit, el fiind înlocuit de Dolphin. În acest mod se rezolvă nemulțumirile că Konqueror este prea complex pentru un manager de fișiere. Totuși, Dolphin și Konqueror vor avea în comun cât mai mult cod posibil.
Okular înlocuiește mai multe vizualizatoare din KDE 3, precum KPDF, KGhostView și KDVI.
Nu toate programele din Extragear sunt gata, dar programele populare precum Amarok, K3b, digiKam, Gwenview și KOffice vor face parte din KDE 4.

### Platformă
Phonon este numele unui nou API multimedia în KDE 4. Phonon este o abstracție între diferite platforme multimedia care pot accesate printr-un API unic și pot fi schimbare în timpul rulării. Trolltech a adoptat Phonon pentru Qt 4.4 și dezvoltă integrări cu Gstreamer, Windows și OS X. Phonon este publicat sub LGPL.
Kross este o nouă platformă pentru scriptare.
KDE 4 folosește CMake ca sistem de build. Pentru versiunile anterioare s-a folost autotools, însă pentru Windows și OS X era nevoie de altă soluție. CMake a simplificat și procesul de compilare, o mare problemă a autotools era că foarte puțini dezvoltatori înțelegeau sistemul.
Akonadi este o nouă platformă PIM, o unire a componentelor KDE PIM anterioare. În trecut fiecare program avea metoda proprie de păstrare a informațiilor. Folosind Akonadi când o aplicație schimbă informații despre o persoană, toate celelalte aplicații sunt informate de schimbare.